# فرانسيسكو أوسون
فرانسيسكو أوسون هو جنرال فنزويلي سابق اعتقل في 22 مايو 2004 بعد مقابلة مع الصحفية مارتا كولومينا واعتقل في سجن رامو فيردي. في 24 ديسمبر 2007 أطلق سراحه بشروط.

## المهنة والاعتقال
بعد تخرجه من الأكاديمية العسكرية شغل أوسون عددًا من المناصب، بما في ذلك العميد ورئيس مكتب الميزانية الوطنية، ووزير المالية الفنزويلي في عام 2002. في 16 أبريل 2004 ظهر أوسون على الهواء مباشرة في برنامج تلفزيوني فنزويلي استضافته الصحفية مارتا كولومينا. خلال مقابلته تم استجواب أوسون بشأن الأحداث المحيطة بقاعدة فورت مارا العسكرية حيث أدى حريق في زنزانة عقابية إلى حرق ثمانية جنود في 30 مارس 2004. تم القبض عليه بعد أن ادعى أن استخدام قاذف اللهب لإشعال النار مع سبق الإصرار هو سبب الحريق، قائلاً: «هذا أمر خطير للغاية إذا انتهى به الأمر إلى حقيقة».
ووصفت جماعات حقوق الإنسان الاعتقال بأنه منحاز، ووصفته مؤسسة حقوق الإنسان بأنه انتهاك لـ «حقه في عدم التعرض للاعتقال التعسفي والحق في التحدث بحرية والحق في المعاملة المتساوية والإجراءات القانونية الواجبة بموجب القانون». في 24 ديسمبر 2007 تم الإفراج عن أوسون بشرط عدم التعليق على قضيته وعدم المشاركة في أي أحداث سياسية أو مسيرات أو احتجاجات أو تجمعات، ولا يترشح لمنصب عام وأن يخضع لتقييم نفسي.